# Amoklauf von Nanterre
Der Amoklauf von Nanterre ereignete sich am 27. März 2002 im Pariser Vorort Nanterre in Frankreich. Der 33-jährige, arbeitslose Richard Durn hatte während einer Stadtratssitzung von der Zuschauertribüne aus acht Ratsmitglieder erschossen und 19 weitere verletzt, ehe er überwältigt werden konnte. Am nächsten Tag, während der Einvernahme in einem Büro im vierten Stockwerk der Pariser Kriminalpolizei, stürzte er sich aus einem Fenster in den Tod.

## Ablauf
Um ca. 01:15 Uhr ging die mehrstündige Sitzung des Gemeinderates von Nanterre zu Ende. Auf der Zuschauertribüne befand sich zu diesem Zeitpunkt nur noch Richard Durn, der plötzlich aufstand, zwei Pistolen vom Typ Glock zückte und auf die Ratsmitglieder feuerte. Als er seine Waffen nachladen wollte, konnte er von Gemeinderäten überwältigt werden. Acht Menschen starben im Kugelhagel, 14 Personen wurden schwer und fünf Personen leicht verletzt. 
Während der Einvernahme in einem Büro im vierten Stockwerk der Pariser Kriminalpolizei am Quai des Orfèvres wurden Durn die Handschellen abgenommen. Als zwei Beamte ihn baten, ein Dokument anzuschauen, stürzte er sich unvermittelt zum einzigen halbgeöffneten unvergitterten Mansardenfenster in diesem Raum unter dem Dachstock und sprang durch die Öffnung. Die Polizisten versuchten vergeblich, ihn noch zu halten, er fiel rund 15 Meter in einen Innenhof und starb wenige Minuten später. 
Er war nicht vorbestraft und der Polizei in dieser Stadt bisher nicht bekannt. Er war jedoch mehrfach in psychiatrischer Behandlung gewesen und soll dabei mindestens einmal das Personal mit einer Waffe bedroht haben. Aus Rücksicht auf die ärztliche Schweigepflicht wurde dieser Vorfall der Polizei nicht angezeigt, sondern nur intern mit dem Hinweis auf die potenzielle Gefährlichkeit dieses Patienten registriert. In der Folge behielt Richard Durn auch seinen Waffenschein, der es ihm als Mitglied des Sportschießvereins von Colombes erlaubte, völlig legal großkalibrige automatische Pistolen zu erwerben. Die Polizei stellte in seinem Wohnsitz sechs Pistolen sicher.

## Trivia
- Das Parlament des Kantons Zug in der Schweiz, erst sechs Monate zuvor Opfer eines Amoklaufs, sandte ein Beileidsschreiben nach Nanterre.